# Revista de la miezul nopții
Revista de la miezul nopții (titlul original: în germană Revue um Mitternacht) este un film muzical est-german, realizat în 1962 de regizorul Gottfried Kolditz, protagoniști fiind actorii Christel Bodenstein, Manfred Krug și Werner Lierck.

## Conținut
Patru oameni, un dramaturg, un compozitor, un autor și un arhitect sunt chemați de directorul de producție Kruse, care s-a angajat prea ușor să facă un film de revistă, pentru a realiza un proiect îndrăzne. Singurul care are curajul să abordeze fără reținere marea sarcină este micul compozitor Ritter. Asistenta de producție Claudia nu este singura care nu are încredere în omul fără experiență, dar entuziast. Cu toate acestea, Ritter nu numai reușește să spulbere grijile celorlalți și să le trezească creativitatea, el o câștigă de asemenea, în cele din urmă și pe Claudia. Și, bineînțeles, lucrarea se transformă într-un spectacol de revistă viguros și trepidant, ale cărei numere muzicale, de dans și artistice sunt impresionante și de succes.

## Distribuție
- Christel Bodenstein – Claudia Glück
- Manfred Krug – Alexander Ritter, compozitor
- Werner Lierck – Theo, șeful de înregistrări
- Claus Schulz – Eberhard Gallstein
- Hans Klering – Herbert Schöninger
- Gerry Wolff – Jens Holle
- Johannes Arpe – șeful de produție Otto Kruse
- Jochen Thomas – Hans Knüller
- Willi Schwabe – Paul Biesack
- Nico Turoff – Max
- Agnes Kraus – deranjamente
- Pedro Hebenstreit – un dansator
- Hannes Vohrer – un dansator